# Mohammad Ansari
Mohammad Ansari (en persa: محمد انصاری‎; Teherán, 23 de septiembre de 1991) es un futbolista iraní que juega en la demarcación de defensa para el Mes Rafsanjan FC de la Iran Pro League.

## Selección nacional
Tras jugar en la selección de fútbol sub-20 de Irán y la sub-23, finalmente el 10 de noviembre de 2016 hizo su debut con la selección absoluta en un encuentro amistoso contra Papúa Nueva Guinea que finalizó con un resultado de 1-8 a favor del combinado iraní tras el gol de Nigel Dabinyaba para Papúa Nueva Guinea, y de Pejman Montazeri, Ashkan Dejagah, Ramin Rezaeian, Mehdi Taremi, un doblete de Karim Ansarifard y otro doblete de Reza Ghoochannejhad. Además formó parte de la selección que disputó la clasificación para la Copa Mundial de Fútbol de 2018.

## Clubes
| Club                | País | Año         | Partidos | Goles |
| ------------------- | ---- | ----------- | -------- | ----- |
| Esteghlal FC        | Irán | 2012 - 2013 | 0        | 0     |
| Fajr Sepasi FC      | Irán | 2013 - 2014 | 20       | 3     |
| Shahrdari Tabriz FC | Irán | 2014 - 2015 | 9        | 0     |
| Persepolis FC       | Irán | 2015 - 2021 | 131      | 3     |
| Mes Rafsanjan FC    | Irán | 2021 -      | 8        | 0     |